# Fordiophyton cordifolium
Fordiophyton cordifolium là một loài thực vật có hoa trong họ Mua. Loài này được C.Y. Wu ex C. Chen mô tả khoa học đầu tiên năm 1984.